# 2025年2月美俄利雅得峰会

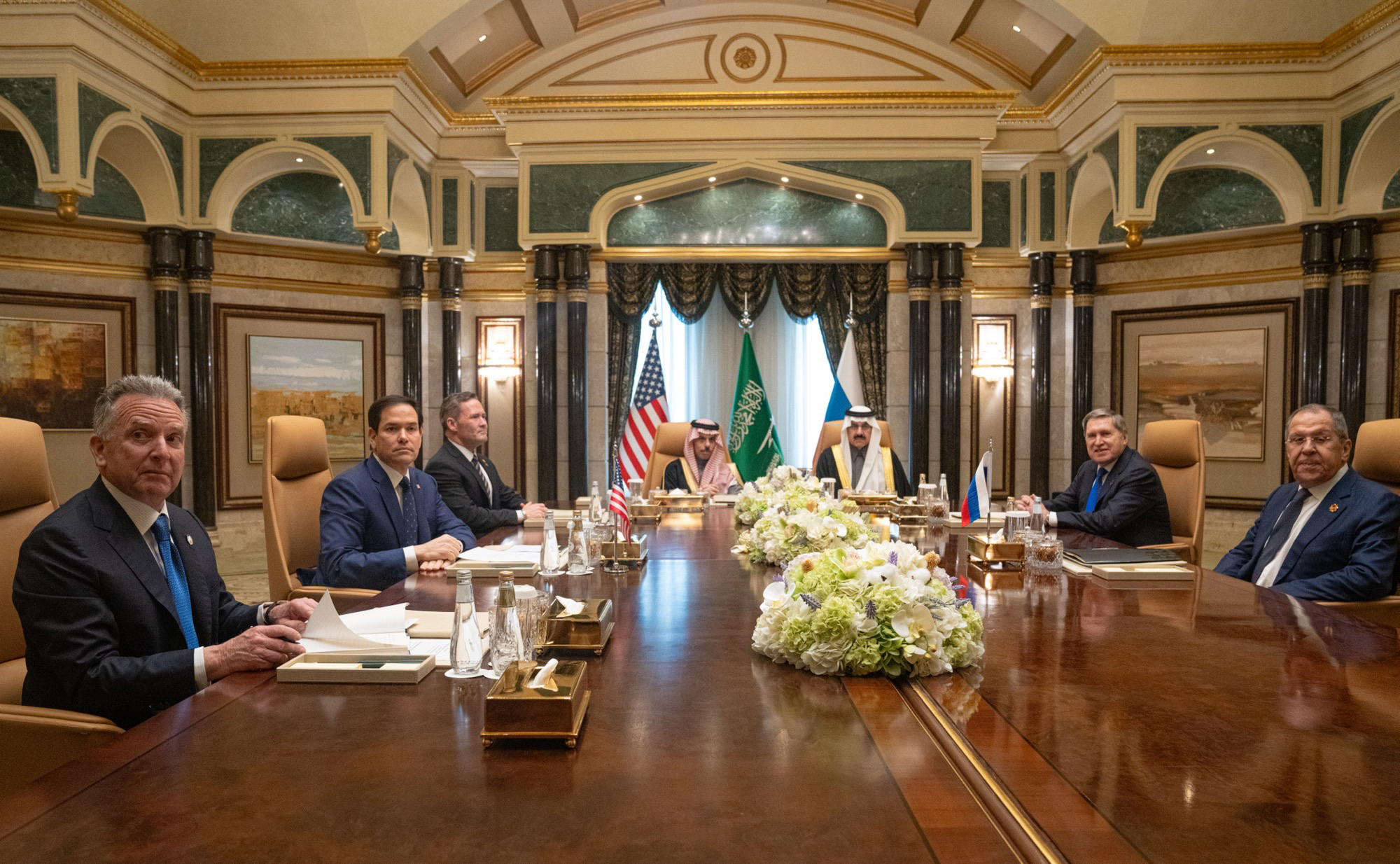
会面现场

2025年2月18日，由马尔科·卢比奥率领的3名美国代表和由谢尔盖·拉夫罗夫率领的2名俄罗斯代表在沙特阿拉伯利雅得会面，讨论改善俄美关系以及结束乌克兰战争的计划。尽管此次会议主要讨论乌克兰问题，但没有乌克兰或欧洲代表团受邀参加峰会。美国总统唐纳德·特朗普驳斥了乌克兰对乌克兰未受邀参加峰会的担忧，并明显暗示乌克兰应为战争负责。利雅得峰会是自2022年2月俄罗斯入侵乌克兰以来美国和俄罗斯之间最广泛的外交会面。

## 背景
此次峰会是在唐纳德·特朗普于2025年2月12日与俄罗斯总统弗拉基米尔·普京通话后不到一周举行的（亦是卢比奥上任以来第二次访问沙特阿拉伯），通话内容广泛，特朗普和普京同意开始谈判以结束乌克兰战争。峰会前一天，多位欧洲领导人在巴黎会面，讨论乌克兰战争问题。峰会召开时，俄罗斯军队已在乌克兰东南部缓慢取得进展，但乌克兰军队仍占领着俄罗斯苏贾周围的部分地区。特朗普此前曾承诺在24小时内结束乌克兰战争，但后来他收回了这一承诺，称其政府的新目标是在上任后100天内结束战争。此次峰会是在2025年慕尼黑安全会议结束仅两天后举行的，美国副总统JD·万斯在会上发表了几项关于欧洲的有争议的言论，批评德国主流政党对德国极右翼政党设置防火墙，并淡化俄罗斯对欧洲的威胁。
2025年2月16日，美国国务卿马尔科·卢比奥表示，乌克兰和欧洲将成为未来结束战争的任何“真正谈判”的一部分。特朗普总统同一天表示，乌克兰总统泽连斯基“将参与”和平谈判。

## 会谈
此次通话和峰会代表着美国对俄外交政策的重大转变，特朗普批评了乌克兰在战争中的和平谈判，称“我对乌克兰非常失望”，“你们（乌克兰）已经在那里三年了。你们应该在三年前就结束它——你们就不应该开始它（俄罗斯-乌克兰战争）。你们可以达成协议”。特朗普后来说，俄罗斯确实入侵了乌克兰，但美国不应该让俄罗斯进攻。峰会在沙特阿拉伯利雅得的迪里耶宫举行。美国国务卿马尔科·卢比奥和俄罗斯外交部长谢尔盖·拉夫罗夫分别率领美国和俄罗斯代表团出席。在美国方面，马尔科·卢比奥、史蒂文·威特科夫和迈克·沃尔兹代表美国出席峰会，而谢尔盖·拉夫罗夫和尤里·乌沙诺夫代表俄罗斯出席。此前一天，多位欧洲官员在巴黎举行会议，讨论乌克兰战事以及美国近期外交政策的转变，包括提议向乌克兰派遣维和部队。不过，拉夫罗夫在峰会上拒绝了北约在乌克兰部署任何维和部队的提议，称“北约扩张、乌克兰被北大西洋公约组织的吸纳是对俄罗斯联邦利益的直接威胁”。俄美还同意恢复对方使馆的人员配备。
此次峰会亦为普京和特朗普未来会晤奠定基础，克里姆林宫发言人德米特里·佩斯科夫表示，会晤可能在2月底之前举行，但最终未能如愿。马尔科·卢比奥表示，特朗普和普京之间的潜在会晤“在很大程度上取决于我们能否在结束乌克兰战争方面取得进展”。

## 各方反应

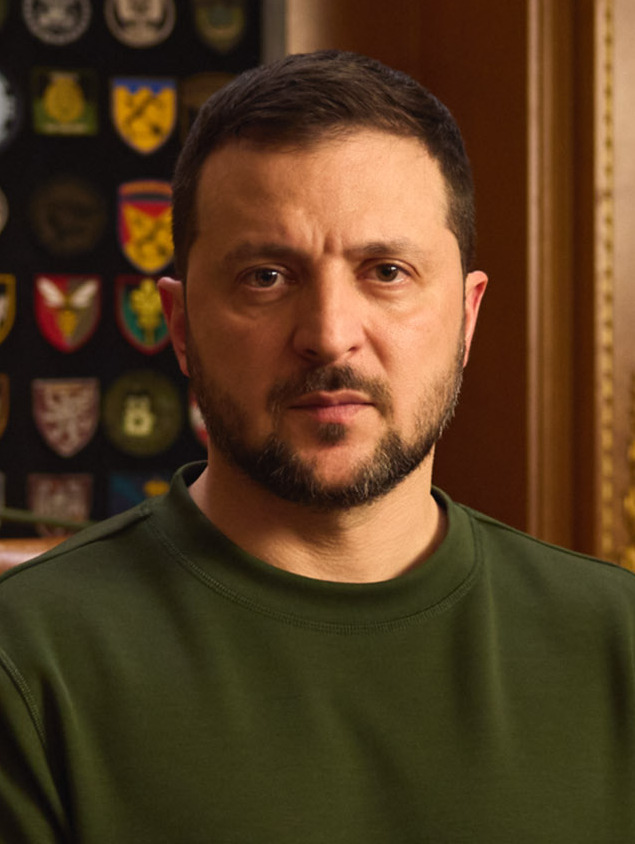
乌克兰总统弗拉基米尔·泽连斯基

- 乌克兰：总统弗拉基米尔·泽连斯基因乌克兰未获邀参加利雅得峰会而取消了原定对沙特的访问[3]。泽连斯基还表示，他不会接受任何未经乌克兰同意强加给乌克兰的协议[24]。此次峰会导致泽连斯基和特朗普的关系急剧恶化，特朗普称泽连斯基为“独裁者”，泽连斯基则称特朗普处于“虚假信息泡沫”中[25]。
- 美国：国务卿马尔科·卢比奥称，特朗普总统想知道俄罗斯是否认真想要结束战争，并表示“唯一的办法就是考验他们，基本上就是与他们接触并说，‘好吧，你是认真想要结束战争吗？如果是，你的要求是什么？你的公开和私下要求有什么不同吗？’”[23]。特朗普称其有能力结束战争[26]。
- 俄羅斯：總統新聞秘書德米特里·佩斯科夫認為，目前歐洲國家無需參與談判，並表示他們在《明斯克協議》中的表現已經證明明瞭自身的立場[27]。
- 英国：2025年2月19日，首相基尔·斯塔默致电泽连斯基，称“在战争期间暂停选举是完全合理的，就像英国在二战期间所做的那样”。斯塔默还“重申支持美国领导的实现乌克兰持久和平的努力，以阻止俄罗斯未来发动任何侵略”[28]。斯塔默在2月22日第二次与泽连斯基通话后表示，他将支持乌克兰与唐纳德·特朗普进行和平谈判，并表示维护乌克兰主权“对于阻止俄罗斯未来的侵略至关重要”[29]。
- 波蘭：外交部长拉多斯瓦夫·西科尔斯基在峰会后表示，波兰将最大限度地支持乌克兰，并加大欧盟对俄罗斯和白俄罗斯的制裁[30]。
- 芬兰：2025年2月21日，外交部长埃利娜·瓦尔托宁表示：“乌克兰的和平必须是公正和持久的。欧洲必须在支持乌克兰方面发挥主导作用。我们必须继续提供支持，以便乌克兰能够以尽可能强大的地位进行谈判。没有乌克兰就不可能进行乌克兰谈判，没有欧洲就不可能进行欧洲谈判。”[31]。
- 爱沙尼亚：出席欧安组织冬季会议的爱沙尼亚代表团团长马蒂·拉伊德马表示，“全球力量关系正在我们眼前发生变化”，爱沙尼亚必须“尽一切可能”全力支援乌克兰[32]。
- 德国：外交部长安娜莱娜·贝尔博克在回应利雅得峰会时表示，“虚假的和平只会给俄罗斯一个喘息的机会，以便为新的军事进攻做准备，这对任何人都没有好处：对乌克兰、欧洲和美国都没有好处”。他还表示，“无论我们是否愿意，我们（德国）还需要进一步增加对乌克兰的双边支持，并做出必要的预算决定”[33]。
- 拉脫維亞：议会议长戴加·米耶里纳在会见立陶宛总理金陶塔斯·帕卢茨卡斯时表示，乌克兰必须参与和平谈判，并表示“欧洲的安全与乌克兰的安全密不可分。我们越强大、越团结、越有韧性，我们就越能保障自己的安全”。此次会议还讨论了波罗的海国家最近与统一电力系统断网的问题[34]。
- 中华人民共和国：中國大陆當局認為這有助於促成和平[35]。
- 匈牙利：總理奧班·維克多認為，歐洲並未在烏克蘭問題的和平談判中獲得應有的地位。他批評布魯塞爾僅是支持戰爭，而非透過外交爭取發言權[36]。
- 斯洛伐克：總理羅貝爾特·菲佐指責烏克蘭透過歐洲購買俄羅斯天然氣，變相為俄軍提供資金支持[37]。